# Kanjō-Dōri-Higashi (metropolitana di Sapporo)
Kanjō-Dōri-Higashi (環状通東駅?, Kanjō-Dōri-Higashi-eki) (H04) è una stazione della metropolitana di Sapporo situata nel quartiere di Higashi-ku, a Sapporo, Giappone, servita dalla linea Tōhō.

## Struttura
La stazione è dotata di due marciapiedi laterali con due binari passanti in sotterranea e così utilizzati:
| 1 | Linea Tōhō | per Sapporo, Ōdōri e Fukuzumi |
| 2 | Linea Tōhō | per Sakaemachi                |

## Stazioni adiacenti
| «          | Servizio   | »                     |
| Linea Tōhō | Linea Tōhō | Linea Tōhō            |
| ---------- | ---------- | --------------------- |
| Motomachi  | -          | Higashi-Kuyakusho-Mae |